# An-Nazla al-Wusta
An-Nazla al-Wusta, en arabe : النزله الوسطه, est une ville du gouvernorat de Tulkarem en Palestine, au nord-ouest de la Cisjordanie. Elle est située à 17 kilomètres au nord-est de Tulkarem. Selon le recensement du Bureau central palestinien des statistiques, la localité compte une population de 437 habitants en 2017.